# TO (証券会社)
TO株式会社（ティーオー）は、日本の証券会社である。旧社名は東郷証券株式会社。

## 概要
主に対面取引による取引所為替証拠金取引（くりっく365）及び、取引所株価指数証拠金取引（くりっく株365）を提供していたが、取引で発生した複数の顧客の損失を補填した金融商品取引法違反の疑いで財務省関東財務局から行政処分を受け、2019年8月7日に金融商品取引業者の登録が取り消された。
なお、行政処分内で「顧客の意向を踏まえ、顧客取引の移管又は結了及び顧客資産の返還に関する方策を策定し、これを確実に履行すること」との業務改善命令が下ったことから、当該業務の範囲内に限り金融商品取引業者とみなされていた。また、日本証券業協会の会員権も一部制限されたものの、協会会員として留まっていた。2019年11月22日に日本証券業協会を退会した。

## 沿革
- 2002年（平成14年）
  - 4月 - 「サザインベストメント株式会社」として会社設立
  - 10月 - GFTと代理店契約。日本で第一号
- 2004年（平成16年）6月 - サザインベストメントの本店移転。港区六本木から新宿区新宿御苑に移転する
- 2005年（平成17年）6月 - 資本金5千万円に増資
- 2012年（平成24年）
  - 3月 - 社名変更し「efx.com株式会社」になる。
  - 10月 - 商品先物取引業者に登録。日本商品先物取引協会に加入。
- 2013年（平成25年）
  - 1月 - 店頭商品デリバティブ取引（商品CFD取引）の業務を開始
  - 2月 - 店頭デリバティブ取引（FX取引）の業務を開始
  - 5月 - FX自動売買トレードナビ555サービス開始
  - 11月 -efx.comが一般社団法人日本投資顧問業協会に加入
- 2014年（平成26年）
  - 3月 - efx.comが第二種金融商品取引業に登録
  - 4月 - くりっく365サービス開始
  - 10月 - 日本証券業協会加入。日本投資者保護基金加入。シストレのサービス開始。商号を「株式会社efx.com証券」に変更。
  - 11月 - 証券CFDサービス開始。大阪支店を開設
- 2015年（平成27年）
  - 2月 - 資本金1億円に増資
  - 6月 - 松本支店を開設
  - 10月 - 「eFxトレード efx証券CFD efx商品CFD」サービス開始。金沢支店を開設
  - 1月 - 資本金2億円に増資
- 2016年（平成28年）
  - 3月 - 資本金3億5千万円に増資
  - 7月 - 本社、分室を虎ノ門に移転
  - 9月 - 熊本支店を開設。ClearStationでのFX・証券CFD・商品CFDのサービスを開始
- 2017年（平成29年）
  - 3月 - 松本支店を移転
  - 4月 - 商号変更し「東郷証券株式会社」になる。本社を虎ノ門に移転
- 2018年（平成30年）
  - 2月 - 株式取引取扱開始
  - 3月 - くりっく株365サービス開始
  - 4月 - 東郷証券株が資本金4億1千万円に増資[4]
- 2019年（平成31年/令和元年）
  - 2月5日 - 複数の顧客に対してFX取引で生じた損失を補填していた疑いで、証券取引等監視委員会の強制調査が実施される[5]。
  - 6月20日 - 東京地検特捜部が、金融商品取引法違反（損失補填等の禁止）容疑で親会社の橘フェニックス株式会社代表取締役で東郷証券取締役の林泰宏、代表取締役の宇佐美麻己、関連会社さくらインベスト代表取締役の宮井智浩を逮捕[6]。
  - 7月3日 - 代表取締役に吉本俊二が就任。
  - 7月9日 - 証券取引等監視委員会が、金融商品取引法違反（損失補填）の嫌疑で東郷証券ならびに林泰宏と東郷証券の元代表取締役野水裕資を東京地検特捜部に刑事告発[7]。
  - 7月11日 - 東京地検特捜部は、損失補填事件に絡み、穴埋めに関わったさくらインベストの法人税など約1億4000万円を脱税したとして林泰宏と上村昌也を再逮捕[8]。
  - 8月9日 - 証券取引等監視委員会より、金融商品取引法違反による行政処分を求める勧告が行なわれる[9]。財務省関東財務局により行政処分が下され、金融商品取引業者登録取消の処分と業務改善命令が決定[1]。
  - 9月30日、商品先物取引業の廃止[10]。
  - 10月5日 - 取引所為替証拠金取引（くりっく365）及び、取引所株価指数証拠金取引（くりっく株365）に係る事業を岡三オンライン証券へ事業譲渡[11]。
  - 11月22日 - 日本証券業協会を退会。
  - 11月26日 - 東郷証券の株主総会の決議により、東郷証券の解散が決定。
- 2020年（令和2年）
  - 2月12日 - 東京地裁は金融商品取引法違反（損失補填等の禁止）と法人税法違反（脱税）の罪で林泰宏に対し懲役3年、執行猶予5年、上村昌也に対し懲役1年6月、執行猶予3年の判決を言い渡した[12]。
  - 3月30日 - 東京地裁は金融商品取引法違反（損失補填等の禁止）の罪法人としての東郷証券に対し罰金3000万円、野水裕資に対し懲役1年2月、執行猶予3年の判決を言い渡した[13]。
- 2023年（令和5年）
  - 8月1日 - TACHI株式会社に吸収合併され消滅。